# جاموس آسيوي
الجاموس الآسيوي (الإسم العلمي:Bubalus) هو جنس من أسرة الأبقار ضمن فصيلة البقريات من رتبة مزدوجات الأصابع. ويحتوي جنس الجاموس على خمسة أنواع.